# FC 모바일
《FC 모바일》(FC Mobile)은 2016년 10월에 EA가 출시한 모바일 스포츠 게임이다. 한국에서는 넥슨이 2020년 6월에 EA아시아 스튜디오에서 한•중•일 공동 개발 후 서비스 하고 있다. EA 스튜디오가 개발하고 넥슨이 서비스하는 EA SPORTS FC™ MOBILE은 전 세계 축구 리그의 선수들로 개인 혹은 친구들과 함께 다양한 모드를 플레이 할 수 있는 모바일 축구 게임이다.

## 연혁
- 2020년 4월 3일 ~ 4월 13일 : 대한민국 클로즈 베타 테스트 실시
- 2020년 6월 10일 : 대한민국 서비스 실시
- 2023년 9월 22일 : 대한민국 서비스 명 변경

## 서비스

### 전세계
2016년 10월 11일, FIFA 모바일이 전세계 서비스를 시작하였다.

### 대한민국
- 2020년 6월 10일, FIFA 모바일이 대한민국에서 서비스를 시작하였다.
- 2023년 9월 22일, FIFA 모바일이 FC 모바일로 서비스 명을 변경하였다.

## 릴리스
- FIFA 모바일 17
- FIFA 모바일 18